# フィリピン関係記事の一覧
フィリピン関係記事の一覧（フィリピンかんけいきじのいちらん）
- フィリピン出身の人物についてはフィリピン人の一覧を参照。

## 英数字・記号
- .ph
- AFCユース選手権1966
- AFCユース選手権1970
- AFCユース選手権1980 (予選)
- ASEAN自由貿易地域
- ONE FC 5
- UFC Fight Night: Edgar vs. Faber
- UFC Fight Night: Lamas vs. Penn
- 1999 AFC女子選手権
- 2023年FIBAバスケットボール・ワールドカップ
- 1954年アジア競技大会
- 1954年アジア競技大会におけるサッカー競技
- 1954年アジア競技大会におけるバスケットボール競技
- 1966年アジア柔道選手権大会
- 1997年アジア柔道選手権大会
- 2016年アジアフィギュア杯
- 1954年アジア野球選手権大会
- 1955年アジア野球選手権大会
- 1965年アジア野球選手権大会
- 1973年アジア野球選手権大会
- 2006年バレーボール女子アジアクラブ選手権
- 1997年バレーボール女子アジア選手権
- 2017年バレーボール女子アジア選手権
- 2009年バレーボール男子アジア選手権
- 2015年アジアラグビーチャンピオンシップ・ディビジョン1
- 1960年バスケットボールアジア選手権
- 1978年バスケットボール世界選手権
- 1973年バスケットボール男子アジア選手権
- 1593年の瞬間移動した兵士の伝説
- 2010年フィリピン香港人拉致事件
- 2013年フィリピン公船による台湾漁民銃撃事件
- 2016年フィリピン大統領選挙

## あ行
- アエタ族
- アジア通貨危機
- アシエンダ制
- アティ族
- アブ・サヤフ - 同国のイスラム主義組織
- アメリカ合衆国 - かつての宗主国
- イロコス地方
- イスラム教
- イラク戦争 - 過去に同国がこの戦争に参加していた
- インドネシア - 近接する国家の一つ
- エアアジア・フィリピン
- エスクリマ - 同国の武術。国技でもある
- エドゥサ革命

## か行
- カウィ文字（英語版）
- カガヤン川
- カガヤン・バレー地方
- カティプナン
- カパ投資詐欺
- キリスト教

## さ行
- 在日フィリピン人
- サン・ベダ大学（英語版） - フィリピンに在る大学の一校
- ジープニー
- シエラマドレ山脈
- 新人民軍
- スールー王国
- スールー海
- スールー諸島
- ステゴドン - 古代動物。同国で化石が発掘されている
- スペイン - 過去から同国と深い関わりがある
- セレベス海

## た行
- タール火山
- 台湾 - 近接する地域の一つ
- タガログ共和国（英語版）
- タガログ語
- 中華人民共和国 - 近接する国家の一つ
- 東南アジア
- ドニャ・パス号

## な行
- 日系フィリピン人
- 日本 - 近接する国家の一つ
- 日本占領時期のフィリピン
- ネグリト - 東南アジアに住む少数民族。身長が小柄なことが特徴ともなっている

## は行
- バイバイン (文字)
- バシー海峡
- バタク族（英語版）
- バタン諸島
- バブル・ガング - 同国のテレビドラマ作品のひとつ。同国では「最も長く続いている番組」としても知られている
- バブヤン海峡
- バブヤン諸島
- パラオ - 近接する国家の一つ
- パラワン島
- パリ条約 (1763年) - 1763年に締結された条約。この条約で首都のマニラがスペインの管轄下に戻った
- ビサヤ諸島
- ピナトゥボ山
- フィリピン海
- フィリピン共産党 (CPP)
- フィリピン共産党 (PKP)
- フィリピン軍
- フィリピン憲法
- フィリピン・コモンウェルス
- フィリピン総督領
- フィリピン第一共和国
- フィリピン第二共和国
- フィリピン第三共和国
- フィリピン大学
- フィリピン独立革命
- フィリピンにおけるコーヒー生産
- フィリピンのスペイン語（英語版）
- フィリピンの政治（英語版）
- フィリピンの世界遺産
- フィリピンの大統領
- フィリピンの戦い (1941-1942年)
- フィリピンの戦い (1944-1945年)
- フィリピンの地理
- フィリピンの鉄道
- フィリピンの共産主義
- フィリピンの副大統領
- フィリピンの漫画
- フィリピンの歴史
- フィリピン料理
  - フィリピーノ・スパゲッティ - 同国発祥の料理の一つ。イタリアのスパゲッティ・ボロネーゼを同国風にアレンジしたもので、独特の甘さを持つ
- フェリペ2世 - スペインの国王の一人。同国の国名の由来となった
- フクバラハップ - 抗日組織。タガログ語に由来する
- プログ山
- 米比戦争
- ベトナム - 近接する国家の一つ
- へっぐ号銃撃事件
- ボジンカ計画
- ホモンホン島

## ま行
- マクタン島
  - マクタン島の戦い
- マニラ - 首都
- マニラ首都圏
- マニラ条約 (1946年)
- マニラ連続保険金殺人事件
- ママンワ族（英語版）
- マヨン山
- マラウィの戦い
- マレーシア - 近接する国家の一つ
- マレー人
- マンシ諸島
- 三井物産マニラ支店長誘拐事件
- 南シナ海
- ミンダナオ島
- モロ・イスラム解放戦線
- モロ民族解放戦線

## ら行
- ラテンアジア（ポルトガル語版）
- リサール記念日爆破事件
- ルソン海峡
- ルソン島
- レイテ沖海戦 - 大日本帝国時代の日本は一時期、フィリピン沖海戦の名で報道していた